# Estación Chivilcoy Sud
Chivilcoy Sud es la estación ferroviaria de la ciudad de Chivilcoy, partido homónimo, provincia de Buenos Aires, Argentina.
La estación corresponde al Ferrocarril Domingo Faustino Sarmiento de la red ferroviaria argentina y se ubica a 158 km al oeste de la estación Once.

## Servicios
Cuenta con servicios de pasajeros a cargo de la empresa estatal Trenes Argentinos Operaciones entre Once y Bragado.

## Ubicación
La estación se encuentra al sur del ejido urbano de la ciudad. Se encuentra sobre la calle 108 y Lavalle, a 3 km del centro de la ciudad.

## Historia
La historia del ferrocarril en la ciudad se inicia en 1866 con la Estación Chivilcoy Norte. Esta estación Sud fue abierta al servicio de pasajeros recién en 1910.

## Frecuencia
El tren tiene tres frecuencias semanales: sale de Once los lunes, miércoles y viernes a las 18:35 y llega a Chivilcoy a las 22:27, y sale de Chivilcoy los lunes a las 3:54 y los miércoles y viernes a las 6:54, llegando a Once a las 7:33 y 10:30 respectivamente. El costo del pasaje entre cabeceras es de $6.825 en primera y $8.180 en pullman.
| Día       | Salida de Chivilcoy | Llegada a Once | Salida de Once | Llegada a Chivilcoy |
| --------- | ------------------- | -------------- | -------------- | ------------------- |
| Lunes     | 03:54               | 07:33          | 18:35          | 22:27               |
| Miércoles | 06:54               | 10:30          | 18:35          | 22:27               |
| Viernes   | 06:54               | 10:30          | 18:35          | 22:27               |